# Phytomyptera pallipes
Phytomyptera pallipes är en tvåvingeart som beskrevs av Louis-Paul Mesnil 1963. Phytomyptera pallipes ingår i släktet Phytomyptera och familjen parasitflugor. Inga underarter finns listade i Catalogue of Life.